# OK Skogsfalken
OK Skogsfalken är en orienteringsklubb i Svängsta, Blekinge.
Klubben bildades 1939 och har under åren tagit åtskilliga mästerskapsmedaljer. Bl.a. tog klubbens damlag SM-guld i stafett 2006 och 2007.

Juniorlandslagslöparen Johanna Erlandsson tävlar för OK Skogsfalken.

Elitlöparen Lina Persson har tidigare varit med i seniorlandslaget.

## SM segrar[3]
1954: D21 Stafett - Annie Rydberg, Gertrud Kristoffersson, Thyra Olofsson

1955: D21 Stafett - Annie Rydberg, Gertrud Kristoffersson, Thyra Olofsson

1982: D18 Natt - Christina Blomqvist

1983: D20 Natt - Christina Blomqvist

1984: D20 Natt - Christina Blomqvist

1995: H20 Stafett - Linus Kaisajuntti, Ola Lindqvist, Jonas Pilblad

1996: H18 Långdistans - Linus Kaisajuntti

1996: H18 Natt - Linus Kaisajuntti

1997: H20 Stafett - Ola Lindqvist, Linus Kaisajuntti, Jonas Pilblad

1998: H20 Stafett - Daniel Nilsson, Ola Lindqvist, Linus Kaisajuntti

1999: D18 Medeldistans - Sofia Olsson

1999: H18 Långdistans - Per Andreasson

2000: D20 Långdistans - Sofia Olsson

2000: D18 Medeldistans - Lina Persson

2004: H21 Sprint - Jonas Pilblad

2004: H21 Medeldistans - Jonas Pilblad

2005: H21 Ultralång - Jonas Pilblad

2006: Stafett D21 - Lina Persson, Åsa Hellqvist, Sofia Olsson

2007: Stafett D21 - Åsa Hellqvist, Sofia Forsgren, Lina Persson